# Jan Scholte
Jan Hendrik Scholte (Weesp, 5 januari 1910 - Amsterdam, 1 juni 1976) was een Nederlands waterpolospeler.
Jan Scholte nam eenmaal deel aan de Olympische Spelen, in 1928. Tijdens het toernooi speelde hij alle twee de wedstrijden en scoorde één doelpunt. In de competitie kwam Scholte uit voor HZC De Robben uit Hilversum.
Koos Köhler · 
Sjaak Köhler · 
Cornelis Leenheer · 
Abraham van Olst · 
Jan Scholte · 
Han van Senus · 
Jean van Silfhout